# Довгоострівське сільське поселення
До́вгоо́стрівське сільське поселення (рос. Долгоостровское сельское поселение) — муніципальне утворення у складі Батиревського району Чувашії, Росія. Адміністративний центр — присілок Довгий Острів.

## Населення
Населення — 1077 осіб (2019, 1185 у 2010, 1203 у 2002).

## Склад
До складу поселення входять такі населені пункти:
| Населений пункт          | Населення, осіб (2002) | Населення, осіб (2010) |
| ------------------------ | ---------------------- | ---------------------- |
| Довгий Острів, присілок  | 861                    | 874                    |
| Чуваські Ішаки, присілок | 342                    | 311                    |